# Melbach
Melbach ist ein Ortsteil der Gemeinde Wölfersheim im hessischen Wetteraukreis.

## Geographische Lage
Melbach befindet sich südlich von Wölfersheim, dem größten Ortsteil der gleichnamigen Gemeinde. Der Ort liegt an der Bundesstraße 455 sowie an der Bahnstrecke Friedberg–Wölfersheim-Södel (ehemalige Bahnstrecke Friedberg–Mücke) mit eigenem Bahnhof.

## Geschichte

### Ersterwähnung und Ortsnamen
Der Name Melbach leitet sich ab von althochdeutsch malan = schwarz. Zwischen 802 und 817, in der Amtszeit des fuldischen Abtes Ratgar, wird der Ort im Codex Eberhardi erstmals als „Melbbach“ genannt. "Walthere tradidit sancto Bonifacio bona sua im Melbbach." (Übersetzung: Walter schenkt dem heiligen Bonifatius seine Güter in Melbach). In diese Zeit fällt auch die Ersterwähnung der nahe gelegenen Orte Berstadts und Grund-Schwalheims. Nach Kropat ist mit Melbbach das heutige Melbach zu identifizieren. Die Datierung in die Amtszeit des Abtes Ratgar erfolgt nach Stengel. Diese Schenkung ist zugleich ein Beleg für frühen Besitz des Klosters Fulda in Melbach.
Weitere historische Formen des Ortsnamens im Hochmittelalter sind:
- um 1090 bis 1150 „Melpah“[7]
- 1206 „Melpach“[8]

### Melbacher Gericht und Gerichtsbuch
Das freie Reichsdorf mit seiner Burg besaß ein eigenes Gericht, das vom Reich zunächst an die Herren von Carben, später an die Burggrafschaft Friedberg verpfändet wurde. Südwestlich vor der Kirchenmauer standen die Gerichtslinde und der Gerichtstisch. Hier wurden seit 1341 Hubengerichte abgehalten. Die Gerichtslinde ist gefällt, der steinerne Gerichtstisch steht heute am Haag. Zum Melbacher Gericht gehörte auch die Wüstung Rode bei Wisselsheim. 1419: "zum Roide by Wissensheim im Melpächer Gericht", 1420: by dem Rode in Melpechir gerichte. Das Original des Gerichtsbuchs, begonnen 1475, befindet sich im Gemeindearchiv Wölfersheim. Der Inhalt wurde in Regestenform von dem ehemaligen Pfarrer Hermann Knodt veröffentlicht. Der Titel des Gerichtsbuchs lautet: "Insatze des gerichts anno domini 1475." Das Gerichtsbuch beinhaltet neben den Festmachungen die Gerichtsordnung sowie den Schöffeneid und den Nachbareid von 1475. Am Ende des Alten Reichs befand sich das Gericht in den Händen der Familie Wetzel genannt von Carben. Durch die langjährige Verpfändung galten sie als inzwischen als Ortsherren und das Gericht als Patrimonialgericht. 1806 gelangte Melbach an das Großherzogtum Hessen. 1822 schloss die Familie Wetzel genannt von Carben einen Vertrag mit dem Staat, der das Patrimonialgericht übernahm. 

### Klosterhöfe

#### Kloster Altenberg
Das Kloster Altenberg bei Wetzlar erhielt 1267 eine Stiftung der Elisabeth, Witwe des Friedberger Bürgers Wigand von Wetzlar, in der sie u. a. auch Güter zu Melbach dem Kloster vermachte. Dort waren ihre Töchter Berte und Elyzabeth Nonnen.
Das Klostergut in Melbach umfasste ca. 300 Morgen. 
1749 wurde die Familie Leopard mit der Verwaltung des Klosterguts beauftragt. Nach der Säkularisation kam es in den Besitz der Fürsten zu Solms-Braunfels. Der bisherige Rentmeister Georg Caspar Leopard blieb in seinem Amt.

#### Kloster Arnsburg
Der große Grundbesitz des Klosters Arnsburg gehörte wohl teilweise zur Erstausstattung des Klosters im 12. Jahrhundert. Ein weiterer bedeutender Teil des
Klosterbesitzes stammt aus dem Besitz des Friedberger Bürgers Rudolf Rule. Dieser war u. a. Bischof von Verden an der Aller. Die Güter lagen in Melbach sowie dem später wüst gefallenen Heyenheim. 

### Neuzeit
Während des Siebenjährigen Krieges und der Napoleonischen Kriege wurden besonders die großen Hofgüter des Ortes zu Fuhrdiensten und Abgaben verpflichtet.
1806 befand sich Melbach im Besitz der Familie von Wetzel genannt von Carben. In diesem Jahr fiel Melbach durch die Rheinbundakte an das Großherzogtum Hessen, das den Ort in das Fürstentum Oberhessen (ab 1816: Provinz Oberhessen) eingliederte. Die Patrimonialgerichtsbarkeit der Wetzel genannt von Carben bestand aber zunächst fort.
1820 bis 1822 kam es zu einer Verwaltungsreform im Großherzogtum. Mit ihr wurden nun auch auf unterer Ebene Rechtsprechung und Verwaltung getrennt. Für die Verwaltungsaufgaben wurden Landratsbezirke geschaffen, für die erstinstanzliche Rechtsprechung Landgerichte. Melbach wurde 1821 hinsichtlich der Verwaltung in den Landratsbezirk Butzbach eingegliedert, zunächst allerdings „mit Vorbehalt der patrimonialgerichtsherrlichen Polizeibefugnisse“. Dieser Vorbehalt fiel erst, als der Staat ein Jahr später das Patrimonialgericht aus den Händen der Familie Wetzel genannt von Carben übernahm.
Während des Oberhessischen Kartoffelkrieges im September 1830 schlugen die obrigkeitstreuen Bauern und Bürger von Melbach, Södel und Wölfersheim die Rebellen im Feld bei Melbach zurück und nahmen die Anführer fest. Aufgrund eines Missverständnisses richteten dann hessische Soldaten, die aus Butzbach gekommen waren, das Blutbad von Södel an.

### Das moderne Melbach
In Melbach steht im Nordosten des Dorfes eines der ältesten hessischen Dorfgemeinschaftshäuser.
Daneben wurde die Kita „Räuberhöhle“ erbaut.
Im Ortskern, westlich der Kirche, steht das moderne Feuerwehrhaus.
Am östlichen Ortsrand in Richtung Weckesheim besitzt Melbach ein großes Sportgelände.
Die Gemeinde Wölfersheim fusionierte im Zuge der Gebietsreform in Hessen auf freiwilliger Basis zum 31. Dezember 1970 mit den bis dahin selbständigen Gemeinden Melbach, Södel und Wohnbach zur Großgemeinde Wölfersheim.

## Bevölkerung
Einwohnerstruktur 2011
Nach den Erhebungen des Zensus 2011 lebten am Stichtag dem 9. Mai 2011 in Melbach 1263 Einwohner. Darunter waren 39 (3,1 %) Ausländer. Nach dem Lebensalter waren 222 Einwohner unter 18 Jahren, 516 zwischen 18 und 49, 279 zwischen 50 und 64 und 245 Einwohner waren älter. Die Einwohner lebten in 510 Haushalten. Davon waren 111 Singlehaushalte, 165 Paare ohne Kinder und 183 Paare mit Kindern, sowie 42 Alleinerziehende und 9 Wohngemeinschaften. In 93 Haushalten lebten ausschließlich Senioren und in 333 Haushaltungen lebten keine Senioren.
Einwohnerentwicklung
| Melbach: Einwohnerzahlen von 1834 bis 2022 | Melbach: Einwohnerzahlen von 1834 bis 2022 | Melbach: Einwohnerzahlen von 1834 bis 2022 | Melbach: Einwohnerzahlen von 1834 bis 2022 | Melbach: Einwohnerzahlen von 1834 bis 2022 |
| --- | ------------------------------------------ | ------------------------------------------ | ------------------------------------------ | ------------------------------------------ |
| Jahr |                                            |                                            |                                            | Einwohner                                  |
| 1834 | 1834                                       |                                            | 509                                        | 509                                        |
| 1840 | 1840                                       |                                            | 481                                        | 481                                        |
| 1846 | 1846                                       |                                            | 515                                        | 515                                        |
| 1852 | 1852                                       |                                            | 542                                        | 542                                        |
| 1858 | 1858                                       |                                            | 538                                        | 538                                        |
| 1864 | 1864                                       |                                            | 501                                        | 501                                        |
| 1871 | 1871                                       |                                            | 503                                        | 503                                        |
| 1875 | 1875                                       |                                            | 454                                        | 454                                        |
| 1885 | 1885                                       |                                            | 504                                        | 504                                        |
| 1895 | 1895                                       |                                            | 554                                        | 554                                        |
| 1905 | 1905                                       |                                            | 629                                        | 629                                        |
| 1910 | 1910                                       |                                            | 662                                        | 662                                        |
| 1925 | 1925                                       |                                            | 748                                        | 748                                        |
| 1939 | 1939                                       |                                            | 774                                        | 774                                        |
| 1946 | 1946                                       |                                            | 1.202                                      | 1.202                                      |
| 1950 | 1950                                       |                                            | 1.145                                      | 1.145                                      |
| 1956 | 1956                                       |                                            | 1.045                                      | 1.045                                      |
| 1961 | 1961                                       |                                            | 1.013                                      | 1.013                                      |
| 1967 | 1967                                       |                                            | 1.049                                      | 1.049                                      |
| 1970 | 1970                                       |                                            | 1.019                                      | 1.019                                      |
| 1980 | 1980                                       |                                            | 1.239                                      | 1.239                                      |
| 1985 | 1985                                       |                                            | 1.199                                      | 1.199                                      |
| 1990 | 1990                                       |                                            | 1.222                                      | 1.222                                      |
| 1995 | 1995                                       |                                            | 1.239                                      | 1.239                                      |
| 2000 | 2000                                       |                                            | 1.218                                      | 1.218                                      |
| 2005 | 2005                                       |                                            | 1.284                                      | 1.284                                      |
| 2011 | 2011                                       |                                            | 1.263                                      | 1.263                                      |
| 2020 | 2020                                       |                                            | 1.236                                      | 1.236                                      |
| 2022 | 2022                                       |                                            | 1.250                                      | 1.250                                      |
| Datenquelle: Historisches Gemeindeverzeichnis für Hessen: Die Bevölkerung der Gemeinden 1834 bis 1967. Wiesbaden: Hessisches Statistisches Landesamt, 1968. Weitere Quellen: LAGIS; Zensus 2011; Gemeinde Wöllersheim; 2022 |                                            |                                            |                                            |                                            |

Historische Religionszugehörigkeit
| • 1961: | 798 evangelische (= 78,78 %), 208 katholische (= 20,43 %) Einwohner |

## Kultur und Sehenswürdigkeiten

### Bauwerke

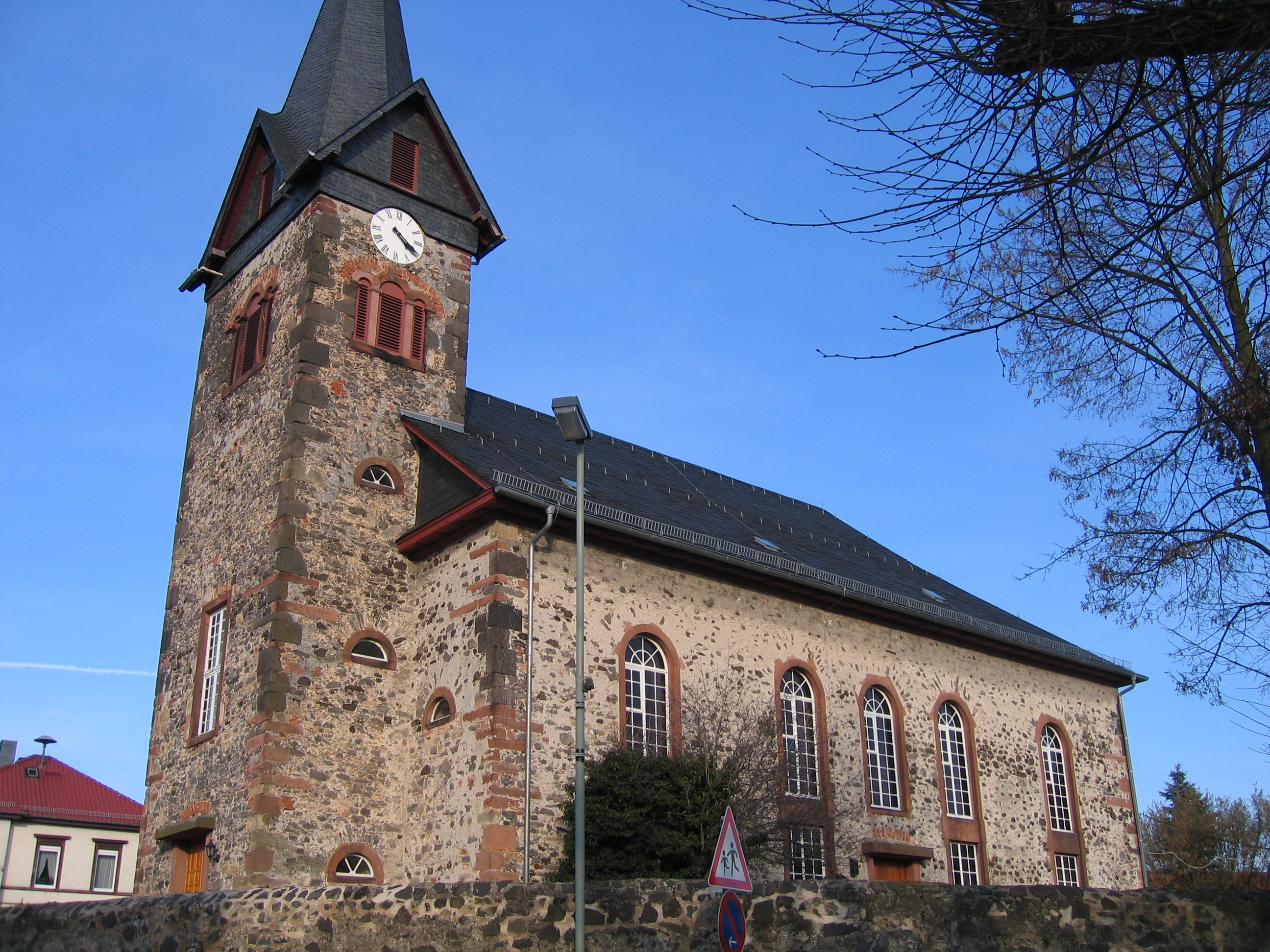
Evangelisch-lutherische Kirche in Melbach

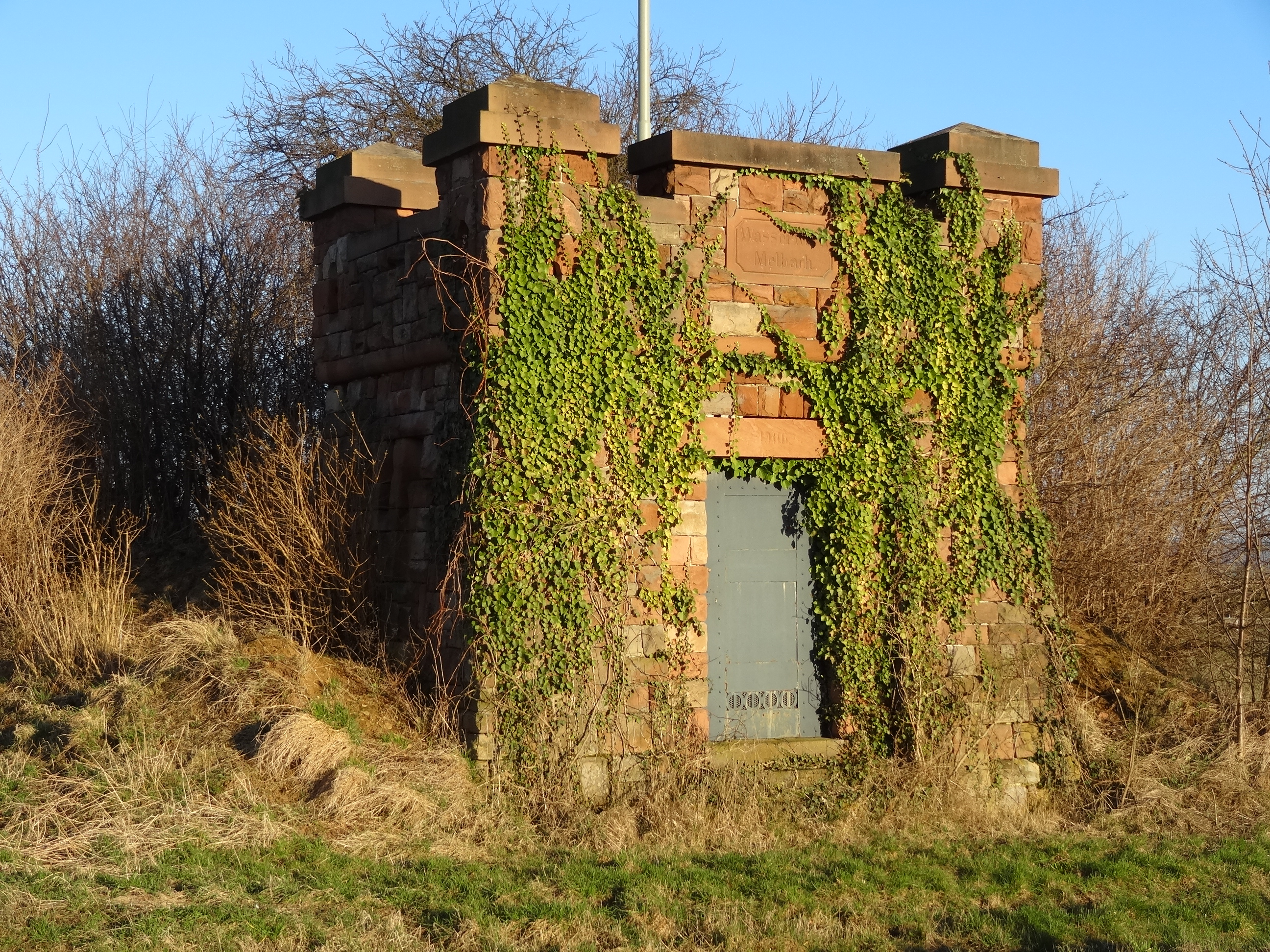
Wasserwerk

- Das Wahrzeichen des Ortes ist der „Haag (Melbach)“, ein künstlicher Hügel, der aus keltischer Zeit stammt.
- Die evangelische Kirche Melbach, erbaut 1816.
- Die Keil´sche Villa
- Fachwerkhäuser im historischen Ortskern
- Historische Grabmäler aus dem 18. und 19. Jahrhundert an der Kirche
- Wasserwerk

### Vereine und Organisationen
- 1. Melbacher Carneval Club
- Ev. Posaunenchor Södel/Melbach
- Freiwillige Feuerwehr Melbach
- Gesangverein „Liederkranz Melbach“ 1919 e. V. Der Gesangverein ist sehr wahrscheinlich schon 1815 gegründet worden und damit sicher der älteste Verein in Melbach. Eine Vereinsfahne aus dem 19. Jahrhundert hat sich erhalten. Sie trägt die Inschrift "Gesangverein Melbach 1861" unter einer Lyra. Auf der anderen Seite zeigt die Fahne einen doppelköpfigen Adler.
- Landfrauenverein Melbach
- Ortsbauernverband Melbach
- Seniorenclub Melbach
- SG 1927 Melbach (Fußball)
- SPD Ortsbezirk Melbach
- Tischtennisclub 1978 Melbach
- Turngemeinde 1891 Melbach
- VdK Ortsverband Melbach
- Vereinsgemeinschaft Melbach

## Persönlichkeiten
- August Görtz (1795–1864), hessischer Beamter und Politiker
- Christoph Keil (1805–1872), hessischer Abgeordneter und 1843 bis 1872 Bürgermeister in Melbach
- Georg Caspar Leopard (1749–1834), Solms-Braunfelsischer Verwalter, Hofgutbesitzer, Verfasser wissenschaftlicher Werke zur Landwirtschaft.